# Pârâul lui Toderaș
Pârâul lui Toderaș este un curs de apă, afluent al râului Sibiel. 